# Paracladopelma misumaiprima
Paracladopelma misumaiprima är en tvåvingeart som beskrevs av Sasa och Suzuki 1998. Paracladopelma misumaiprima ingår i släktet Paracladopelma och familjen fjädermyggor. Inga underarter finns listade i Catalogue of Life.